# Dahr-al-Ain
Dahr-al-Ain ( em árabe: ضهر العين   ) é uma vila no Distrito de Koura do Líbano, com uma população maronita e ortodoxa grega .
A vila atraiu atenção da mídia em maio de 2010, quando dois irmãos, Tony e Nayef Saleh, foram baleados por Hanna al-Bersawi em 28 de maio, aparentemente por motivos políticos poucos dias antes das eleições municipais.